# De dato
De dato è una locuzione latina per dire "data di pubblicazione" e venne usata soprattutto per questioni che riguardano la legge, il governo in ambito asburgico, con l'acronimo d.d., altrimenti vom Tage der Ausstellung.
Ad esempio, il feldmaresciallo Radetzky in una nota relazione inviata da Milano a Vienna, nel corso delle cinque giornate, riferiva di aver ricevuto una comunicazione uscita dalla cancelleria con data Vienna 15 marzo, con la seguente espressione die telegraphische Nachricht, d. d. Wien 15 März, laddove d.d. sta, appunto, per de datum 15 März.